# Сафронов, Савелий Семёнович
Савелий (Савва) Семёнович (Савельевич) Сафронов (Сафрониди) (1 сентября 1925, Владикавказ — 15 апреля 1997, Санкт-Петербург) — советский футболист, крайний нападающий; тренер. Мастер спорта СССР (1953).

## Биография
Родился в семье грека. В июне 1943 — марте 1950 служил в войсках МВД. Участник Великой Отечественной войны. Награждён медалью «За Победу над Германией».
В 1946—1947 годах играл за «Динамо» Ростов-на-Дону. В 1948—1953 годах сыграл 96 игр в чемпионате СССР в составе ленинградского «Динамо», забил один гол. В 1954 году сыграл два матча за «Трудовые резервы» Ленинград и завершил карьеру игрока.
В 1950 году поступил в Высшую школу тренеров при ГОЛИФК им. П. Ф. Лесгафта, которую окончил с отличием в марте 1953. В 1954 году поступил на спец. факультет ГОЛИФК, откуда ушёл в 1958 году с 4 курса.
Работал начальником и старшим тренером молодёжных и юношеских команд ФШМ ДСО «Трудовые резервы» Ленинград (1955—1956), старший тренер в Ставропольском краевом Совете ДСО «Трудовые резервы» (июнь 1957 — декабрь 1957), Узбекском Совете ДСО «Трудовые резервы» (январь 1958 — февраль 1959; июнь 1959 — январь 1960), «Адмиралтейце» Ленинград (февраль — май 1959), «Трудовых резервах» Липецк (1960), «Соколе», п/я 936, Ленинград (март 1961 — март 1962), СК «Скороход» Ленинград (март 1962 — декабрь 12.1962, август — декабрь 1963), тренер в «Трудовых Резервах» Луганск (декабрь 1962 — август 1963), старший тренер в «Спартаке» Самарканд (декабрь 1963 — июнь 1964, декабрь 1964 — август 1965), второй и старший тренер в «Пахтакоре» Ташкент (июнь — декабрь 1964), старший тренер в «Севере» Мурманск (октябрь 1965 — октябрь 1973). Тенер, тренер-преподаватель в СК «Турбостроитель» ЛМЗ, Ленинград (1974—1982). С февраля 1983 до самой смерти работал тренером-преподавателем СДЮШОР по футболу «Смена».
Скончался на рабочем месте 15 апреля 1997 года в возрасте 71 года. Погребён на Северном кладбище.
Старшая дочь Виктория Фершалова — трёхкратная чемпионка мира среди ветеранов по спортивному ориентированию (1995, 1999), её дочь Яна — чемпионка Европы в эстафете 1999 среди 18-летних.
Внучатый племянник Николай Сафрониди — российский футболист, тренер.